# Францисканський монастир (Виноградів)
Францисканський монастир (Виноградів) -  пам`ятка сакральної архітектури, в комплекс якої входить костел 1516 року та двоповерховий корпус келій, які прилягають до храму. Пам'ятка архітектури національного значення (№ 174). З південної сторони збережені залишки монастирського саду. 

## Опис
Костел монастиря був спроектований у готичному стилі. Проте, після навали орди хана Гірея (1717 рік) костел був відбудований у бароковому стилі.Храм зазнав ще однієї реконструкції у 1889 році. До наших днів збереглись розписи ХІХ століття. У 1998 році будівля Францисканського монастиря передана під опіку римо-католикам. В наш час будівля має статус пам`ятки національного значення.

## Історія
29 серпня 1399 року король Сигізмунд ( правитель Угорщини, в складі якої на той час перебував Виноградів) передав  замок Канків у володіння барона Перені. Саме родина Перені, на початку 1500-х років, запросили до міста ченців-францисканців. Барон Перені віддав ченцям замок, з метою перебудови його на монастир. Існує ймовірність того, що саме замок Канків був першим монастирем та осередком францисканців у Виноградові. 
Ченці перенесли в храм прах Яноша Капістрана, героя битви з турками під Белградом 21 липня 1456 року, який разом зі своєю свитою прийшов на допомогу угорському полководцеві Яношу Гуняді в критичний момент битви. Згодом Яноша Капістрана канонізували і в період боротьби з турками став одним із найбільш вшанованих католицьких святих.
В період реформації Перені прийняв протестантство і вигнав священнослужителів із храму. У 1556 році він здійснив напад на оселю францисканців. Ченців,які чинили опір, він наказав вбити, а тіла із прахом Яноша Капістрана вкинути у колодязь.

### Легенди
Події, які мали місце у XVI столітті у замку Канків знайшли своє відображення в усній творчості. За легендою, ченці хитрощами заманили дочку барона Перені в храм і ув`язнили її в підземеллі. Звільнив її звідти блукаючий паломник, проте вона занедужала і незабаром померла. У відповідь на таке свавілля ченців, барон Перені наказав зруйнувати монастир.

## Сучасний стан
На даний час приміщення Францисканського монастиря дещо втратило свою сакральну функцію - зараз його використовують як виставкову залу. У 2007 році тут відбулась персональна виставка українця, а нині мешканця США, художника Миколи Паппа. Перед ним свою персональну виставку презентував Шаланок Мікловш Горонгозо. На виставці народний оркестр викладачів Виноградівської дитячої школи мистецтв ім.Б.Бартока виконав твори українських та всесвітніх класиків.
27 грудня 2012 року о 12 годині, за київським часом, відбулось відкриття каплиці Святого Франциска з нагоди 500-річчя приходу ченців-францисканців. У каплиці встановили скульптурну композицію «Святий Франциск з братом».Зображена на даній композиції сцена -  одна з легенд про святого Франциска, яка викарбувана на плитах двома мовами.Сцена з  композиції, за легендою, сталася у винограднику - тому у розміщенні даної композиції у Виноградові присутній деякий символізм..

### Галерея

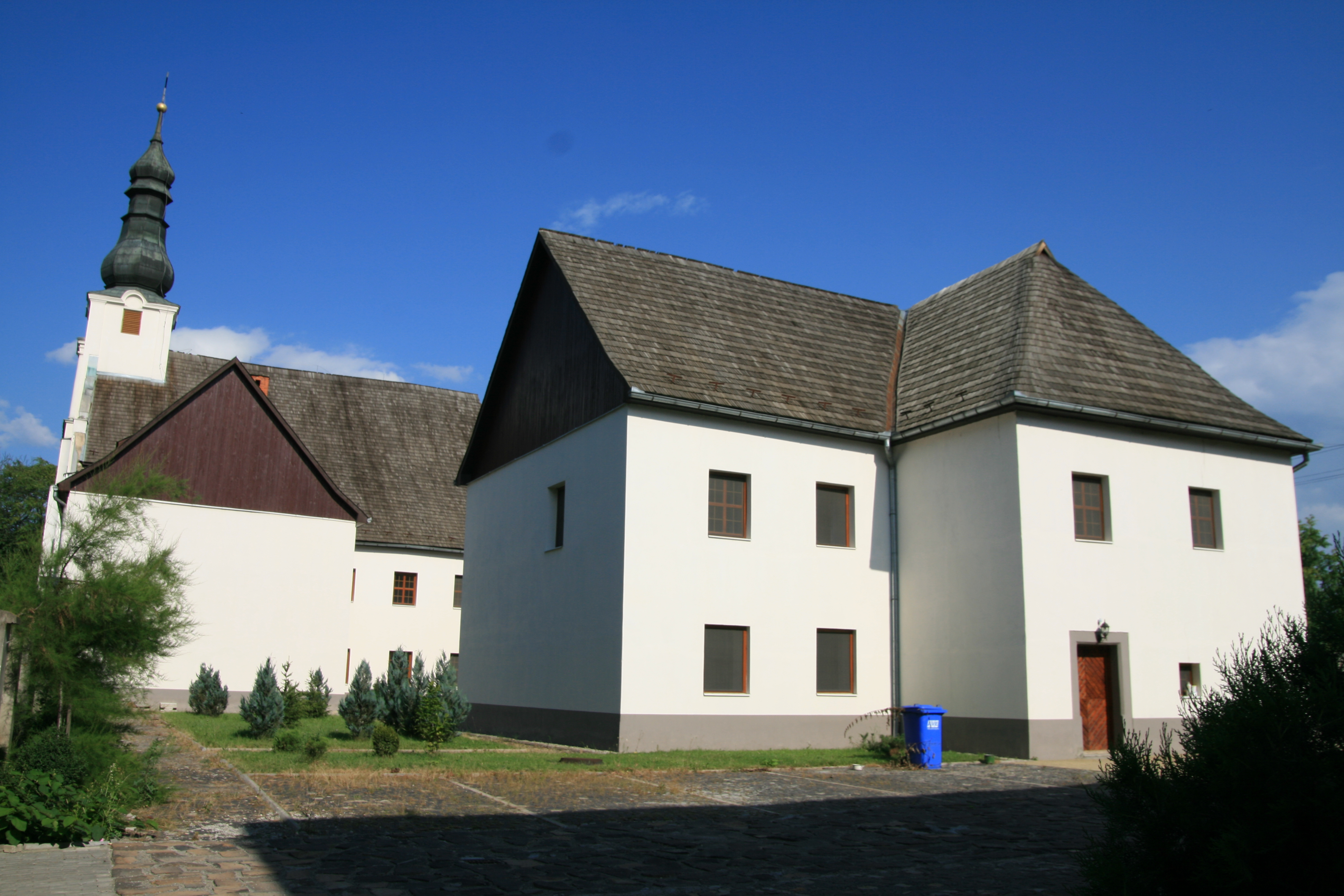
Францисканський монастир
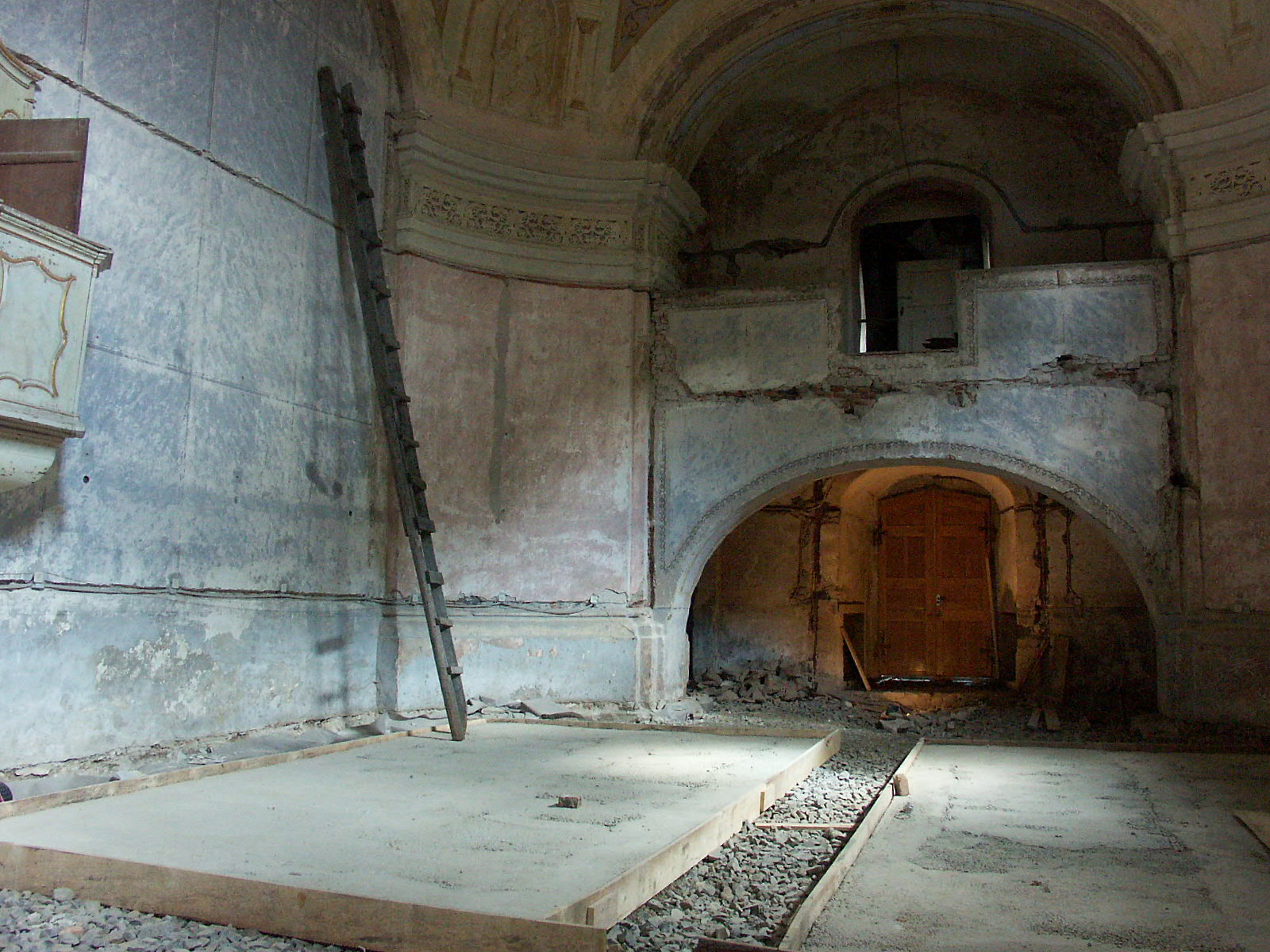
Францисканський монастир: Інтер`єр
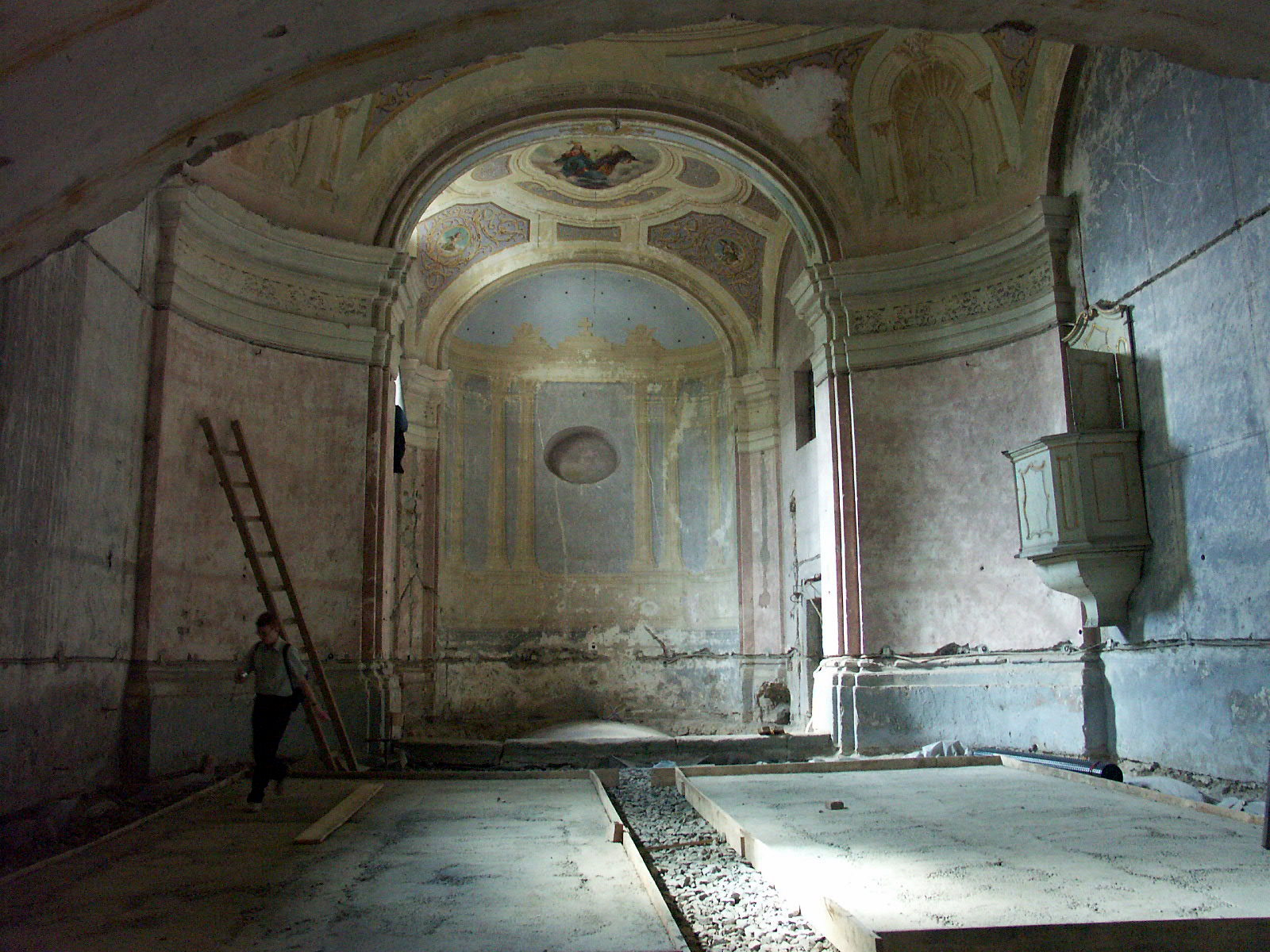
Францисканський монастир: Інтер`єр